# Taveta syrinx
Taveta syrinx là một loài bướm đêm trong họ Noctuidae.